# Адамбеков, Садыкбек
Садыкбек Адамбеков (каз. Садықбек Адамбеков; 15 ноября 1922, аул Караспан Чимкентской области (ныне Арысский район, Южно-Казахстанская область) — 2002) — советский и казахстанский писатель (поэт, прозаик) и драматург.

## Биография
Происходит из рода кулшыгаш племени конырат. Рано потерял родителей и воспитывался в детских домах Арыси и Кзыл-Орды. Окончил Кзыл-Ординский педагогический институт, с 1939 года преподавал в школе, позже, став членом КПСС, занимался партийной деятельностью. В 1945 — 1968 годах работал корреспондентом газет «Оцтүстік Қазақстан», «Қазақ әдебиеті» и журналов «Жұлдыз» и «Ара-Шмель». Первая книга его стихов вышла в 1949 году. С 1968 года занимался только литературным творчеством. Среди наград писателя — медаль «За трудовое отличие» и грамота Верховного Совета Казахской ССР.

## Произведения
Автор сборников сатирических рассказов и фельетонов «Қожанасыр қақпасы» (1959), «Көсенің көзі» (1961), «Аюбайдың ажалы» (1981); первого в казахской литературе сатирического романа «Атылған қыз» (1969, 1977, 1978), действие в котором происходит в одном из совхозов на юге Казахской ССР, множества пьес.
Ряд произведений Адамбекова переведён на иностранные языки.

## Награды
- Медаль «За трудовое отличие» (3 января 1959) — за выдающиеся заслуги в развитии казахского искусства и литературы и в связи с декадой казахского искусства и литературы в гор. Москве.